# Sphenostylis stenocarpa
Sphenostylis stenocarpa (Hochst. ex A. Rich.) o ñame africano es una especie de planta de la familia Fabaceae.
Esta legumbre es un arbusto trepador perenne, que alcanza entre 1 a 3 m de altura. Sus hojas son trifoliadas con hojuelas ovales (3 a 13 cm de largo y 0.2 a 5.5 cm de ancho).

## Distribución
Es una especie nativa de África. Se le encuentra en Etiopía, en África oriental desde Eritrea hasta el sur de Zimbabue, en África occidental desde Guinea hasta Nigeria y Costa de Marfil.

## Usos
Sphenostylis stenocarpa es cultivada por sus tubérculos comestibles, que se asemejan a batatas alargadas, y por sus semillas, las que se alojan dentro de vainas duras que miden de 25 a 30 cm de largo. Si bien es utilizada como alimento, también se la utiliza como forraje para animales.